# Dictenidia subpartialis
Dictenidia subpartialis är en tvåvingeart som beskrevs av Yang 1989. Dictenidia subpartialis ingår i släktet Dictenidia och familjen storharkrankar. Inga underarter finns listade i Catalogue of Life.